# 가타기리 사다타카
가타기리 사다타카(일본어: 片桐貞隆, 1560년 ~ 1627년)는 센고쿠 시대부터 에도 시대 전기에 걸친 무장, 다이묘이다. 야마토 고이즈미번 초대 번주.

## 같이 보기
- 이바라키성
- 고이즈미성

|  | 제1대 고이즈미번 번주 (가타기리 고이즈미번가) 1600년 ~ 1627년 | 후임 가타기리 사다마사 |